# Kyle Landry
Kyle Landry (ur. 4 kwietnia 1986 w Calgary) – kanadyjski koszykarz występujący na pozycjach silnego skrzydłowego oraz środkowego, obecnie zawodnik KK Buducnostu Voli Podgorica.
W sezonie 2008/2009 reprezentował klub Polskiej Ligi Koszykówki – Sportino Inowrocław.
W sezonie 2008/09, podczas przegranego 86-96 spotkania z Polonią Warszawa, ustanowił nadal aktualny rekord PLK (odkąd wprowadzono oficjalne statystyki w sezonie 1998/99), notując 25 zbiórek.
1 sierpnia 2017 został zawodnikiem KK Buducnostu Voli Podgorica.

## Osiągnięcia
Stan na 1 sierpnia 2017, na podstawie, o ile zaznaczono inaczej.
NCAA
- Mistrz sezonu regularnego konferencji Big Sky (2006)
- Lider konferencji Big Sky w liczbie[5]:
  - celnych (189) i oddanych (323) rzutów za 2 punkty (2008)
  - celnych (183) i oddanych (259) rzutów wolnych (2008)

Drużynowe
- Wicemistrz:
  - EuroChallenge (2014)
  - Czech (2010, 2011)
- 3. miejsce w:
  - lidze VTB (2016, 2017)
  - EuroChallenge (2012)
  - pucharze Czech (2010)
- 4. miejsce w pucharze Czech (2011)
- Finalista pucharu Rosji (2016)
- Uczestnik rozgrywek TOP 16 Eurocup (2015, 2016)

Indywidualne
- Uczestnik meczu gwiazd ligi:
  - polskiej (2009)
  - czeskiej (2011)
- Lider:
  - sezonu regularnego PLK w średniej zbiórek (2009)[6]
  - w średniej zbiórek EuroChallenge (2011)

Reprezentacja
- Brąz Kontynentalnego Pucharu Tuto Marchanda (2009)
- Uczestnik:
  - mistrzostw Ameryki (2009 – 4. miejsce)
  - Kontynentalnego Pucharu Tuto Marchanda (2009, 2013 – 5. miejsce)

## Statystyki podczas występów w PLK
- Sezon 2008/2009 (Sportino Inowrocław): 26 meczów (średnio 12,2 punktu oraz 10 zbiórek w ciągu 30,1 minuty)